# Berlinți, Briceni
Berlinți este satul de reședință al comunei cu același nume  din raionul Briceni, Republica Moldova.

## Istorie
Satul este menționat pentru prima dată într-un uric din 1644:
„Io Vasile voievod, din mila lui Dumnezeu, domn al Țării Moldovei. Dat-am cartea domniei mele slugilor noastre, lui Neculai Sălitrariul și lui Gheorghiță, feciorul lui Corotușco, să fie tare și puternic cu cartea domniei mele a ține și a opri ocinile unde vor avea părți cu alți frați, anume a Bilușcăi, și a Mariei și a lui Arsenie, feciori ai Burloaei, pentru niște părți ce opresc frații lor din Cotiujeni și din Bârlinți, ca să aibă a le ține aceste părți slugile domniei mele, care sunt mai sus scrise.

Iar cui va părea cu strâmbul să vie să stea de față înaintea domniei mele. Și nime să nu cuteze a ține sau a opri înaintea domniei mele.

În Iași, leat 7152 <1644> aprilie 2.

Domnul însuși a poruncit.”

## Demografie

### Structura etnică
Structura etnică a satului conform recensământului populației din 2004:
| Grup etnic         | Populație | % Procentaj |
| ------------------ | --------- | ----------- |
| Ucraineni          | 1.356     | 86,98%      |
| Moldoveni / Români | 175       | 11,23%      |
| Ruși               | 27        | 1,73%       |
| Găgăuzi            | 1         | 0,06%       |
| Total              | 1.559     | 100%        |

## Biserica din localitate

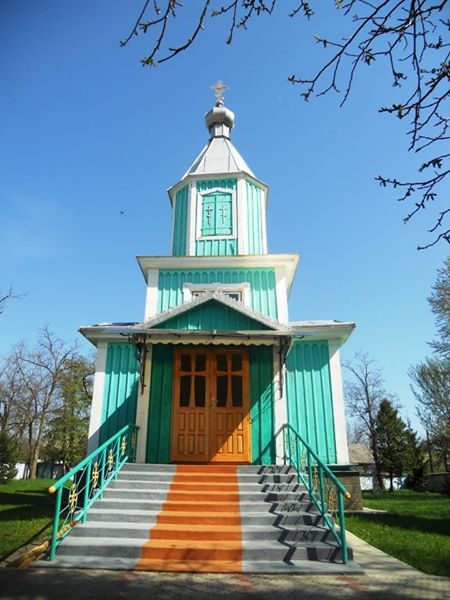
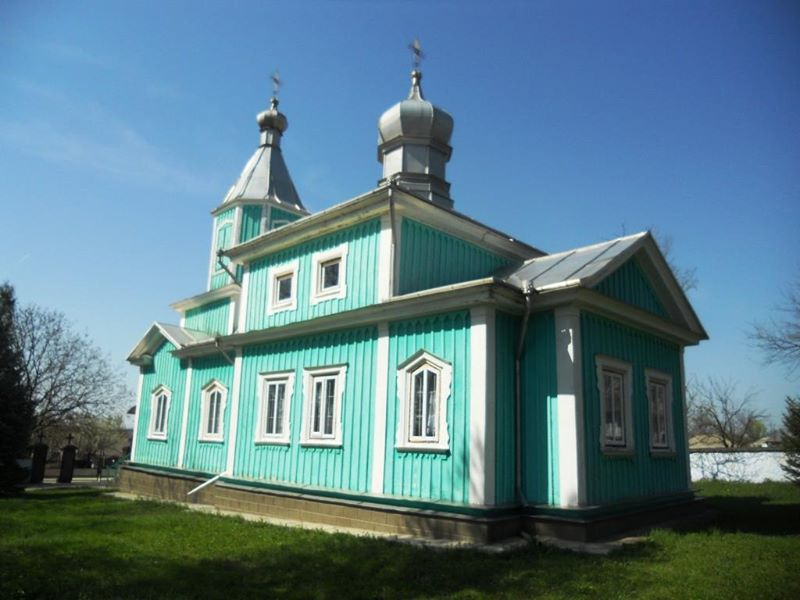
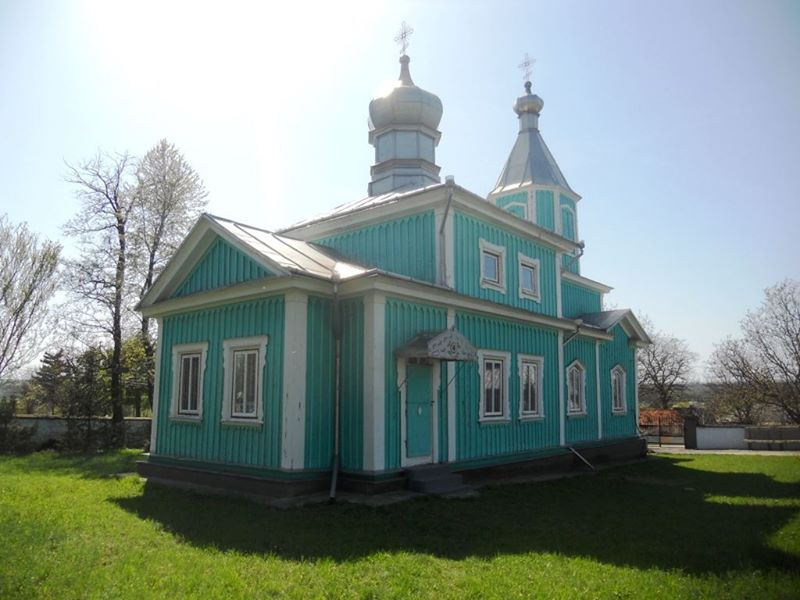
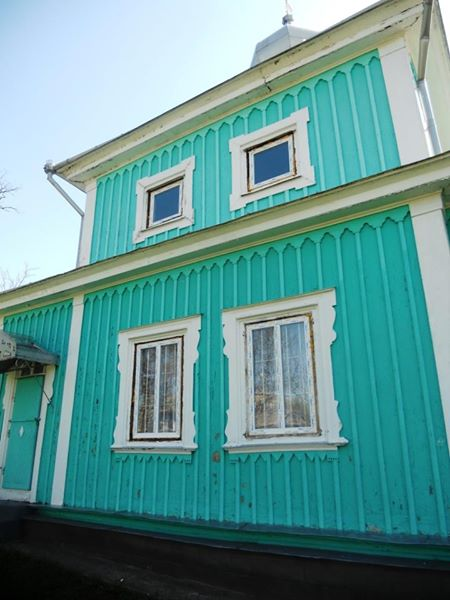
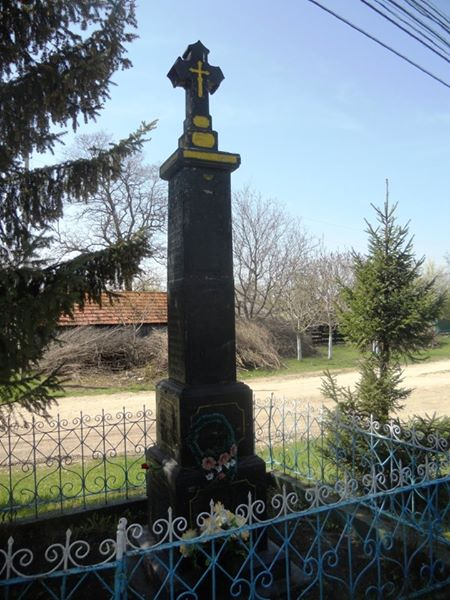

Biserica de lemn „Acoperământul Maicii Domnului” din localitate, monument ocrotit de stat.